# باشگاه فوتبال تاج تهران در فصل ۱۳۵۲
باشگاه فوتبال تاج تهران در فصل ۱۳۵۲ بیست و هشتمین فصل فعالیت باشگاه تاج تهران در فوتبال ایران بود. در این فصل تاج در نخستین دوره جام تخت‌جمشید شرکت کرد و در نهایت مقام دومی این جام را از آن خود کرد. تاج پیش از مسابقات جام تخت جمشید در دو تورنمنت دوستانه نیز شرکت کرد. تاج در جام اتحاد در تهران موفق به کسب مقام قهرمانی شد و در جام علم در اهواز به مقام دومی رضایت داد. مربی تاج در این فصل برای چهارمین فصل پیاپی زدراکو رایکوف بود. در این سال غلامحسین مظلومی با زدن ۱۵ گل آقای گل اولین دوره جام تخت جمشید شد.

## پیش زمینه
تاج در حالی فصل را آغاز کرد که فصل قبل عنوان قهرمانی جام باشگاه‌های تهران را از آن خود کرده بود و در آن فصل مسابقات قهرمانی ایران برگزار نشد. سپس مسابقات جام تخت جمشید برای سال ۱۳۵۲ برنامه‌ریزی و قرار بر این شد که تیم‌های هم‌خانواده در این مسابقات شرکت نکنند. تاج به دنبال اعتراض نسبت به کنار ماندن تیم‌های تاج اهواز و تاج مسجدسلیمان، دو تیم هم خانواده خود از این مسابقات و به جهت پشتیبانی از آنها تصمیم به بایکوت کردن بازی‌ها گرفته بود که در آخرین لحظات با تغییر تصمیمات و سیاست‌ها در مسابقات شرکت کرد.

## بازیکنان
بازیکنان تیم تاج در این سال عبارت بودند از : ناصر حجازی، منصور رشیدی، اکبر کارگر جم، جواد اله‌وردی، نصراله عبداللهی، عباس توین روزگار، عزت جانملکی، حمید سه برادران، سعید باغوردانی، مسعود معینی، جواد قراب، کارو حق‌وردیان، حسن نگارش، علی جباری، منصور پورحیدری، محمدرضا عادلخانی، مسعود مژدهی، غلامحسین مظلومی، پرویز مظلومی، حسن روشن، مهرداد زمانزاده، هادی نراقی، علی گیوه ای، علی رحمانی

## مرور فصل
همانند سال قبل ریاست باشگاه بر عهده سروان پرویز شیخان بود و کادر فنی تیم نیز از زدراکو رایکوف (سرمربی)، گودرز حبیبی (مربی) و منوچهر طیورچی (سرپرست) تشکیل شده بود. شکل قرارداد بازیکنان در این سال: حقوق ثابت و ماهیانه حداکثر ۱۲ هزار و حداقل ۶ هزار ریال به اضافه پاداشهای سالیانه. محمد هادی‌فرد یکی از بازیکنان باشگاه تاج که برای ادامه تحصیل به آلمان رفته بود در تیم اف. ث. لوثر عضویت بافت و در اولین مسابقه خود در مقابل تیم جوانان شالکه به میدان رفت

## بازی‌ها
منبع

### لیگ تخت جمشید
| ۸ تیر ۱۳۵۲ ۱ | ماشین‌سازی تبریز | ۰ – ۳ | تاج تهران                             | تبریز                                   |
|              |                 |       | عادلخانی ۱۵' · مظلومی ۳۹' · جباری ۴۴' | ورزشگاه: باغشمال تبریز داور: محسن زمانی |

| ۱۵ تیر ۱۳۵۲ ۲ | تاج تهران | ۰ – ۰ | عقاب تهران | تهران                                 |
|               |           |       |            | ورزشگاه: امجدیه تهران داور: رضا حیدری |

| ۲۲ تیر ۱۳۵۲ ۳ | نورد اهواز | ۰ – ۲ | تاج تهران             | اهواز                                     |
|               |            |       | مظلومی ۷' · جباری ۸۹' | ورزشگاه: رضا پهلوی اهواز داور: محسن زمانی |

| ۲۹ تیر ۱۳۵۲ ۴ | ملوان بندر پهلوی | ۱ – ۵ | تاج تهران                                            | بندر پهلوی                                       |
|               | ایراندوست ۷۷'    |       | روشن ۷' · جباری ۱۰'، ۳۳' · مظلومی ۳۰' · عادلخانی ۶۰' | ورزشگاه: محمدرضا شاه بندر پهلوی داور: محمد صالحی |

| ۵ مرداد ۱۳۵۲ ۵ | تاج تهران | ۰ – ۰ | پاس تهران | تهران                                  |
|                |           |       |           | ورزشگاه: امجدیه تهران داور: محسن زمانی |

| ۹ شهریور ۱۳۵۲ ۶ | بانک ملی تهران | ۱ – ۲ | تاج تهران                              | تهران                                   |
|                 | حمید ناجی ۸۹'  |       | محمد کبریایی ۴' (گل‌به‌خودی) · نراقی ۵۲' | ورزشگاه: امجدیه تهران داور: جعفر نامدار |

| ۱۶ شهریور ۱۳۵۲ ۷ (دربی ۱۳) | تاج تهران | ۰ – ۶ | پرسپولیس تهران                                      | تهران                                     |
|                            |           |       | کلانی ۳۱' · سلیمانی ۴۳'، ۵۷' · بهزادی ۵۰'، ۸۸'، ۹۰' | ورزشگاه: آریا مهر داور: نیکولای پتریچیانو |

| ۲۲ شهریور ۱۳۵۲ ۸ | تاج تهران                              | ۴ – ۱ | صنعت نفت آبادان | تهران                                   |
|                  | جباری ۱۵' · مظلومی ۲۲'، ۶۰' · قراب ۶۵' |       | کاظم حسینی ۶۶'  | ورزشگاه: امجدیه تهران داور: داوود حیدری |

| ۳۰ شهریور ۱۳۵۲ ۹ | راه‌آهن تهران | ۰ – ۱ | تاج تهران  | تهران                                  |
|                  |              |       | مظلومی ۲۲' | ورزشگاه: امجدیه تهران داور: محسن زمانی |

| ۶ مهر ۱۳۵۲ ۱۰ | تاج تهران                           | ۲ – ۱ | برق تهران                                                 | تهران                                                               |
|               | نراقی ۳۱'، ۸۹'  · مظلومی  'نیمه دوم |       | محمود ساطری ۷۶' · حسن جراحی  · گئورگ هاکوپیان  'نیمه دوم  | ورزشگاه: امجدیه تهران تماشاگران: ۱۵۰۰۰ داور: ابوالقاسم حاج ابوالحسن |

| ۱۳ مهر ۱۳۵۲ ۱۱ | ذوب‌آهن اصفهان | ۰ – ۲ | تاج تهران            | اصفهان                                        |
|                |               |       | مژدهی ۷۰' · روشن ۷۵' | ورزشگاه: نهم آبان ارتش اصفهان داور: رضا حیدری |

| ۸ آبان ۱۳۵۲ ۱۲ | تاج تهران                         | ۳ – ۰ | ماشین‌سازی تبریز | تهران                                     |
|                | جباری ۷۵' · روشن ۸۶' · مظلومی ۸۸' |       |                 | ورزشگاه: امجدیه تهران داور: مصطفی اعتمادی |

| ۱۳ آبان ۱۳۵۲ ۱۳ | عقاب تهران       | ۱ – ۱ | تاج تهران | تهران                               |
|                 | حسن باباخانلو ۷' |       | مژدهی ۴۵' | ورزشگاه: امجدیه تهران داور: نیکولای |

| ۱۷ آبان ۱۳۵۲ ۱۴ | تاج تهران | ۱ – ۰ | نورد اهواز                 | تهران                                                   |
|                 | مژدهی ۱۸' |       | علیرضا چهارمحالی حسن سالمی | ورزشگاه: امجدیه تهران  تماشاگران: ۶۰۰۰ داور: محسن زمانی |

| ۲۵ آبان ۱۳۵۲ ۱۵ | تاج تهران | ۰ – ۰ | ملوان بندر پهلوی | تهران                                  |
|                 | جباری     |       |                  | ورزشگاه: امجدیه تهران داور: محسن زمانی |

| ۴ آذر ۱۳۵۲ ۱۶ | پاس تهران           | ۱ – ۱ | تاج تهران | تهران                                   |
|               | پرویز میرزا حسن ۱۰' |       | مژدهی ۵'  | ورزشگاه: امجدیه تهران داور: داوود حیدری |

| ۹ آذر ۱۳۵۲ ۱۷ | تاج تهران              | ۲ – ۰ | بانک ملی تهران | تهران                                   |
|               | مظلومی ۷۶' · مژدهی ۸۰' |       |                | ورزشگاه: امجدیه تهران داور: منوچهر نظری |

| ۱۸ آذر ۱۳۵۲ ۱۸ (دربی ۱۴) | پرسپولیس تهران       | ۱ – ۱ | تاج تهران                           | تهران                                |
|                          | بهزادی ۴۶' · آشتیانی |       | جباری ۷۰' · حق‌وردیان · عادلخانی '۷۵ | ورزشگاه: آریا مهر داور: رودولف شوئیز |

| ۲۳ آذر ۱۳۵۲ ۱۹ | صنعت نفت آبادان | ۰ – ۲ | تاج تهران                         | آبادان                             |
|                |                 | گزارش | مظلومی ۶۰'، ۶۵' · پورحیدری · روشن | ورزشگاه: رضا پهلوی داور: رضا حیدری |

| ۲۹ آذر ۱۳۵۲ ۲۰ | تاج تهران | ۱ – ۱ | راه‌آهن تهران      | تهران                                  |
|                | مظلومی ۶' |       | فرهنگ صادقپور ۸۹' | ورزشگاه: امجدیه تهران داور: محمد صالحی |

| ۶ دی ۱۳۵۲ ۲۱ | برق تهران        | ۱ – ۷      | تاج تهران                                                          | تهران                                 |
|              | شاهرخ اصلانی ۸۶' | دنیای ورزش | مظلومی ۸'، ۶۸' · جباری ۱۳' · عادلخانی ۲۸'، ۶۲'، ۶۴' · عبداللهی ۳۷' | ورزشگاه: امجدیه تهران داور: رضا حیدری |

| ۱۳ دی ۱۳۵۲ ۲۲ | تاج تهران                                | ۴ – ۰ | ذوب‌آهن اصفهان | تهران                                                     |
|               | مظلومی ۵' (پنالتی)، ۷۱' · نراقی ۱۳'، ۴۵' |       |               | ورزشگاه: امجدیه تهران تماشاگران: ۱۲۰۰۰ داور: منوچهر نظری  |

### جایگاه در جدول
| رتبه | عنوان بازیها   | بازی | برد | مساوی | باخت | گل‌زده | گل‌خورده | تفاضل | امتیاز |
| ---- | -------------- | ---- | --- | ----- | ---- | ----- | ------- | ----- | ------ |
| ۱    | پرسپولیس تهران | ۲۲   | ۱۵  | ۷     | ۰    | ۴۶    | ۶       | ۴۰    | ۳۷     |
| ۲    | تاج تهران      | ۲۲   | ۱۴  | ۷     | ۱    | ۴۴    | ۱۵      | ۲۹    | ۳۵     |
| ۳    | پاس تهران      | ۲۲   | ۱۳  | ۷     | ۲    | ۳۲    | ۷       | ۲۵    | ۳۳     |

### جام چهارجانبه اتحاد
منبع

جام اتحاد مسابقه فوتبال بین چهار تیم قدرتمند باشگاههای تهران بود که در سال ۱۳۵۲ برگزار شد. منبع در این تورنمت تیمهای تاج تهران، پاس تهران، عقاب تهران و پرسپولیس تهران حاضر بودند که با قهرمانی تیم تاج تهران این مسابقات به پایان رسید. در فینال این مسابقات تیم تاج برای اولین بار در تاریخش در ورزشگاه آزادی به میدان رفت که موفق شد تیم پرسپولیس را شکست بدهد.

#### نتایج جام اتحاد
| # | تاریخ     | نتایج بازیها      | نتایج بازیها | نتایج بازیها   | ورزشگاه  |
| - | --------- | ----------------- | ------------ | -------------- | -------- |
| ۱ | ۱۳۵۲/۳/۱۸ | تاج تهران         | ۱–۰          | عقاب تهران     | امجدیه   |
| ۲ | ۱۳۵۲/۳/۱۸ | پرسپولیس تهران(۱) | ۳–۲          | پاس تهران      | امجدیه   |
| ۳ | ۱۳۵۲/۳/۲۰ | تاج تهران         | ۰–۰          | پاس تهران      | امجدیه   |
| ۴ | ۱۳۵۲/۳/۲۲ | عقاب تهران        | ۰–۰          | پرسپولیس تهران | امجدیه   |
| ۵ | ۱۳۵۲/۳/۲۵ | پاس تهران         | ۲–۰(۲)       | عقاب تهران     | آریا مهر |
| ۶ | ۱۳۵۲/۳/۲۵ | تاج تهران         | ۱–۰(۳)       | پرسپولیس تهران | آریا مهر |

۱- هر سه گل تیم پرسپولیس در این بازی از روی نقطه پنالتی توسط همایون بهزادی به ثمر رسید.

۲- این اولین بازی دو تیم باشگاهی ایران بود که در ورزشگاه آریا مهر برگزار میشد.

۲- این اولین شهرآورد تهران بود که در ورزشگاه آریا مهر برگزار میشد.

#### جدول رده‌بندی جام اتحاد
| # | تیم            | بازی | برد | مساوی | باخت | گل زده | گل خورده | تفاضل گل | امتیاز |
| - | -------------- | ---- | --- | ----- | ---- | ------ | -------- | -------- | ------ |
| ۱ | تاج تهران      | ۳    | ۲   | ۱     | ۰    | ۲      | ۰        | ۲        | ۵      |
| ۲ | پاس تهران      | ۳    | ۱   | ۱     | ۱    | ۴      | ۳        | ۱        | ۳      |
| ۳ | پرسپولیس تهران | ۳    | ۱   | ۱     | ۱    | ۳      | ۳        | ۰        | ۳      |
| ۴ | عقاب تهران     | ۳    | ۰   | ۱     | ۲    | ۰      | ۳        | ۳-       | ۱      |

### جام چهارجانبه اعلم
یک تورنمنت چهارجانبه بین تیمهای هم خانواده تاج بود که در شهر اهواز با نام جام اعلم برگزار شد.
در این جام چهار تیم تاج تهران، تاج آبادان، تاج اهواز و تاج مسجدسلیمان شرکت کردند. که در پایان بازیها تیم تاج آبادان قهرمان شد و تیم تاج تهران به عنوان دومی دست یافت.

تاج نائب قهرمان جام علم، بهار ۱۳۵۲ در اهواز

| ۷ فروردین ۱۳۵۲ بازی اول | تاج تهران | ۰ – ۱ | تاج آبادان       | اهواز                                       |
|                         |           |       | هادی امان‌اله ۶۷' | ورزشگاه: رضا پهلوی اهواز داور: ارشد برازنده |

| ۸ فروردین ۱۳۵۲ بازی دوم | تاج اهواز | ۰ – ۲ | تاج تهران              | اهواز                                     |
|                         |           |       | مژدهی ۶۷' · رحمانی ۸۹' | ورزشگاه: رضا پهلوی اهواز داور: محمد صالحی |

| ۱۰ فروردین ۱۳۵۲ بازی سوم | تاج تهران                | ۲ – ۰ | تاج مسجدسلیمان | اهواز                                         |
|                          | رحمانی ۸۵' · جانملکی ۸۶' |       |                | ورزشگاه: رضا پهلوی اهواز داور: حسین سلیم‌آبادی |

#### نتایج جام علم
| # | تاریخ     | نتایج بازیها     | نتایج بازیها     |
| - | --------- | ---------------- | ---------------- |
| ۱ | ۱۳۵۲/۱/۷  | تاج تهران ۰      | تاج آبادان ۱     |
| ۲ | ۱۳۵۲/۱/۷  | تاج اهواز ۳      | تاج مسجدسلیمان ۲ |
| ۳ | ۱۳۵۲/۱/۸  | تاج تهران ۲      | تاج اهواز ۰      |
| ۴ | ۱۳۵۲/۱/۸  | تاج مسجدسلیمان ۰ | تاج آبادان ۲     |
| ۵ | ۱۳۵۲/۱/۱۰ | تاج تهران ۲      | تاج مسجدسلیمان ۰ |
| ۶ | ۱۳۵۲/۱/۱۰ | تاج آبادان ۲     | تاج اهواز ۲      |

#### جدول رده‌بندی جام علم
| # | تیم            | بازی | برد | مساوی | باخت | گلزده | گل خورده | تفاضل گل | امتیاز |
| - | -------------- | ---- | --- | ----- | ---- | ----- | -------- | -------- | ------ |
| ۱ | تاج آبادان     | ۳    | ۲   | ۱     | ۰    | ۵     | ۲        | ۳        | ۵      |
| ۲ | تاج تهران      | ۳    | ۲   | ۰     | ۱    | ۴     | ۱        | ۳        | ۴      |
| ۳ | تاج اهواز      | ۳    | ۱   | ۱     | ۱    | ۵     | ۶        | ۱-       | ۳      |
| ۴ | تاج مسجدسلیمان | ۳    | ۰   | ۰     | ۳    | ۲     | ۷        | ۵-       | ۰      |

### دوستانه
منیع
| ۳۱ اردیبهشت ۱۳۵۲ | تاج تهران | ۰ – ۱ | چلسی انگلیس    | تهران                                 |
|                  |           | گزارش | آسن هینتون ۲۴' | ورزشگاه: امجدیه تهران داور: رضا حیدری |

| ۲۵ مرداد ۱۳۵۲ | تاج تهران                                              | ۳ – ۰ | آرارات تهران | تهران              |
|               | عبدالهی نیمه اول' · جباری نیمه دوم' · مظلومی نیمه دوم' | گزارش |              | ورزشگاه: پله تهران |

## آمار فصل

### تعداد بازی

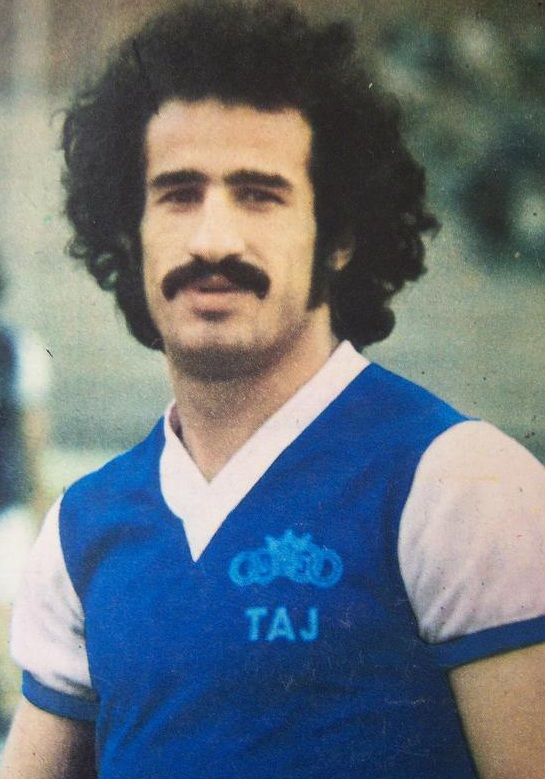
غلامحسین مظلومی، بهترین گلزن تاج در این فصل با پانزده گل زده و آقای گل جام تخت جمشید ۱۳۵۲

| #  | بازیکن           | تعداد بازی    |
| #  | بازیکن           | لیگ تخت جمشید |
| -- | ---------------- | ------------- |
| ۱  | ناصر حجازی       | ۲۲            |
| ۲  | اکبر کارگرجم     | ۲۱            |
| ۳  | عزت جانملکی      | ۲۱            |
| ۴  | علی جباری        | ۲۰            |
| ۵  | کارو حق‌وردیان    | ۲۰            |
| ۶  | غلامحسین مظلومی  | ۱۹            |
| ۷  | حسن روشن         | ۱۸            |
| ۸  | جواد قراب        | ۱۷            |
| ۹  | محمدرضا عادلخانی | ۱۷            |
| ۱۰ | منصور پورحیدری   | ۱۷            |
| ۱۱ | عباس نوین‌روزگار  | ۱۳            |
| ۱۲ | مسعود مژدهی      | ۱۳            |
| ۱۳ | هادی نراقی       | ۱۳            |
| ۱۴ | نصرالله عبداللهی | ۱۲            |
| ۱۵ | جواد الله‌وردی    | ۷             |
| ۱۶ | پرویز مظلومی     | ۶             |
| ۱۷ | حسن نگارش        | ۵             |
| ۱۸ | سعید باغوردانی   | ۳             |
| ۱۹ | علی رحمانی       | ۳             |
| ۲۰ | مسعود معینی      | ۳             |
| ۲۱ | حمید سه‌برادران   | ۲             |
| ۲۲ | منصور رشیدی      | ۲             |
| ۲۳ | حمید مشتری       | ۱             |
| ۲۴ | مهرداد زمان‌زاده  | ۱             |

### آمار گلزن‌ها
غلامحسین مظلومی با پانزده گل‌زده بهترین گلزن تاج در این فصل شد. وی به عنوان آقای گلی در این فصل از لیگ تخت جمشید نیز دست یافت.
| ردیف | گلزنان           | جام تخت جمشید | جمع |
| ---- | ---------------- | ------------- | --- |
| ۱    | غلامحسین مظلومی  | ۱۵            | ۱۵  |
| ۲    | علی جباری        | ۸             | ۸   |
| ۳    | مسعود مژدهی      | ۵             | ۵   |
| ۳    | هادی نراقی       | ۵             | ۵   |
| ۳    | محمدرضا عادلخانی | ۵             | ۵   |
| ۶    | حسن روشن         | ۳             | ۳   |
| ۷    | جواد قراب        | ۱             | ۱   |
| ۷    | نصراله عبداللهی  | ۱             | ۱   |
| ۷    | گل به خودی حریف  | ۱             | ۱   |
|      | جمع              | ۴۴            | ۴۴  |

### آقای گل
غلامحسین مظلومی با پانزده گل زده به عنوان آقای گلی در این فصل از لیگ تخت جمشید دست یافت. جدول گلزنان اولین دوره لیگ تخت جمشید به این ترتیب است :

| رتبه | نام             |    | باشگاه   |
| ---- | --------------- | -- | -------- |
| ۱    | غلامحسین مظلومی | ۱۵ | تاج      |
| ۲    | غفور جهانی      | ۱۳ | ملوان    |
| ۳    | سیاوش حیدری     | ۱۰ | ذوب‌آهن   |
| ۳    | عزیز اسپندار    | ۱۰ | ملوان    |
| ۴    | فریبرز اسماعیلی | ۸  | عقاب     |
| ۴    | علی جباری       | ۸  | تاج      |
| ۴    | حسین کلانی      | ۸  | پرسپولیس |
| ۴    | صفر ایرانپاک    | ۸  | پرسپولیس |

منبع

### کاپیتان‌های فصل
| رده | نام            | جام تخت جمشید | جمع |
| --- | -------------- | ------------- | --- |
| ۱   | علی جباری      | ۲۱            | ۲۱  |
| ۲   | منصور پورحیدری | ۱             | ۱   |

- فقط کاپینانهایی که بازی را شروع کرده‌اند در این جدول قرار گرفته‌اند و کاپیتانهای تعویضی محاسبه نشده‌اند.

## سایر ورزشها
- در پیروزی تیم فوتبال ملی جوانان که به مقام قهرمانی آسیا دست یافت از مجموع ۱۸ بازیکن منتخب در تیم ملی فوتبال جوانان هشت بازیکن از تیم های وابسته به سازمان ورزشی تاج بودند. این هشت بازیکن عبارتند از: حسن روشن، مهدی دینورزاده، سعید باغوردانی، حسن نگارش، پرویز مظلومی، علی گیوه‌ای، حسین میری، ناصر ثابت‌پور.
- در سال ۱۳۵۲ که در سیزده رشته ورزشی مسابقات قهرمانی باشگاهها انجام گردید. باشگاه تاج با ۶ مقام اولی و ۸ رتبه دومی و یک عنوان سومی بیشترین پیروزی‌ها را کسب نمود.
- در مسابقات دوچرخه سواری قهرمانی باشگاههای تهران تیم دوچرخه سواری تاج با ۴۰ امتیاز به مقام قهرمانی رسید. تیم های تهرانجوان و پاس دوم و سوم شدند. اعضاء تیم دوچرخه سواری تاج: خسرو حق گشا - اسماعیل زینعلی - حسین بهارلو - صمد خسرو آبادی.
- در مسابقات دو و میدانی قهرمانی باشگاههای تهران دختران و پسران تاج مقام قهرمانی را بدست آوردند.
- در نخستین دوره مسابقات دو و میدانی جام ژانت کهن صدق تیم دو و میدانی تاج به مقام قهرمانی رسید.
- در مسابقات والیبال قهرمانی بانوان باشگاههای تهران تیم تاج به مقام دوم رسید.
- در مسابقات کشتی فرنگی باشگاههای تهران با شرکت ۲۱ تیم، باشگاه تاج به مقام اول و باشگاه افسر تاج به مقام دوم و باشگاه دیهیم تاج به مقام سوم رسیدند.
- در مسابقات تنیس روی میز تک نفره و دو نفره باشگاههای تهران تیم تاج به مقام قهرمانی رسید.
- در مسابقات پینگ پنگ قهرمانی باشگاههای تهران تیم پینگ پنگ بانوان تاج به مقام قهرمانی رسید.
- در مسابقات پینگ پنگ قهرمانی باشگاههای تهران تیم پینگ پنگ مردان تاج نایب قهرمان شد.
- تیم هاکی تاج که در سال ۱۳۵۲ فعالیت خود را شروع کرد در اولین سال فعالیت توانست به مقام قهرمانی باشگاههای تهران برسد و سپس به مقام سوم باشگاههای ایران نایل آمد.
- باشگاه تاج اراک برای چهاردهمین سال قهرمان فوتبال باشگاههای اراک شد و تیم های پرسپولیس و پیکان دوم و سوم شدند.
- تیم فوتبال تاج رشت برای سیزدهمین سال پیاپی قهرمان فوتبال باشگاه‌های رشت گردید.
- خانم پروین عابدینی به مدت ۱۴سال (تا سال ۱۳۵۲) عضو تیم باشگاه تاج بود.

منبع

## نگارخانه

بازی دوستانه تاج و چلسی انگلیس
توضیحاتی در مورد جام اتحاد و نحوه برگزاری این جام (روزنامه اطلاعات)
ناصر حجازی در مصاف با حسین کلانی در جام اتحاد
علی جباری و علی مناجاتی (بازیکن پاس) در جام اتحاد
تاج بر پرسپولیس پیروز شد
تیم فوتبال تاج اهواز در سال مسابقات جام اعلم در سال ۱۳۵۲
تیم فوتبال تاج اهواز در سال مسابقات جام اعلم در سال ۱۳۵۲
تیم فوتبال تاج مسجد سلیمان در سال مسابقات جام اعلم در سال ۱۳۵۲